# Norra Hälsinglands domsagas valkrets
Norra Hälsinglands domsagas valkrets var vid riksdagsvalen till andra kammaren 1866–1887 samt 1908 en egen valkrets med ett mandat. Valkretsen motsvarade ungefärligen dagens Nordanstigs och Hudiksvalls kommuner (med undantag för Hudiksvalls stad, som fram till valet 1884 ingick i Söderhamns och Hudiksvalls valkrets och från extravalet 1887 i Östersunds och Hudiksvalls valkrets).
Vid valen 1890–1905 var valkretsens område uppdelat i Enångers och Forsa tingslags valkrets och Bergsjö och Delsbo tingslags valkrets, men i valet 1908 återinfördes den tidigare valkretsen. Vid införandet av proportionellt valsystem i riksdagsvalet 1911 avskaffades den slutgiltigt och uppgick i Hälsinglands norra valkrets.

## Riksdagsmän
- Pehr Ericsson, lmp (1867–1875)
- Anders Larsson, lmp (1876–1878)
- Pehr Ericsson, lmp (1879–1881)
- Anders Larsson, lmp 1882–1887, gamla lmp 1888 (1882–1888)
- Halvar Eriksson, gamla lmp (1889–1890)

(1891–1908 uppdelad i Enångers och Forsa tingslags valkrets samt Bergsjö och Delsbo tingslags valkrets)
- Per Olsson, lib s (1909–1911)

## Valresultat

### 1908
| Andrakammarvalet i Sverige 1908: Norra Hälsinglands domsagas valkrets | Andrakammarvalet i Sverige 1908: Norra Hälsinglands domsagas valkrets | Andrakammarvalet i Sverige 1908: Norra Hälsinglands domsagas valkrets | Andrakammarvalet i Sverige 1908: Norra Hälsinglands domsagas valkrets | Andrakammarvalet i Sverige 1908: Norra Hälsinglands domsagas valkrets |
| Kandidat                                                              | Kandidat                                                              | Röster                                                                | Röster                                                                | Röster                                                                |
| Kandidat                                                              | Kandidat                                                              | Antal                                                                 | %                                                                     | +− %                                                                  |
| --------------------------------------------------------------------- | --------------------------------------------------------------------- | --------------------------------------------------------------------- | --------------------------------------------------------------------- | --------------------------------------------------------------------- |
|                                                                       | Per Olsson                                                            | 762                                                                   | 43,7                                                                  |                                                                       |
|                                                                       | Halvar Eriksson (Lib s)                                               | 739                                                                   | 42,3                                                                  |                                                                       |
|                                                                       | Johan Johansson (Lib s)                                               | 243                                                                   | 13,9                                                                  |                                                                       |
|                                                                       | Övriga kandidater                                                     | 1                                                                     | 0,1                                                                   | —                                                                     |
| Antal giltiga röster                                                  | Antal giltiga röster                                                  | 1 745                                                                 |                                                                       |                                                                       |
| Kasserade röster                                                      | Kasserade röster                                                      | 4                                                                     |                                                                       |                                                                       |
| Totalt                                                                | Totalt                                                                | 1 749                                                                 |                                                                       |                                                                       |

Valet ägde rum den 6 september 1908. Valdeltagandet var 45,9%.